# 6-Bencilaminopurina
La 6-Bencilaminopurina, bencil adenina, BAP o BA es una citoquinina sintética de primera generación que provoca respuestas de crecimiento y desarrollo de las plantas, estableciendo flores y estimulando la riqueza de los frutos mediante la estimulación de la división celular. Es un inhibidor de la quinasa respiratoria en las plantas, y aumenta la vida poscosecha de los vegetales verdes. La influencia de la citoquinina como 6-bencilaminopurina (BAP) en combinación con otros métodos sobre la retención del color verde poscosecha en las cabezas de brócoli y espárragos, mostró resultados positivos para la retención de la calidad. El tratamiento con BAP de 10 y 15 ppm se puede utilizar para prolongar la vida útil de los flósculos de brócoli precortados y del repollo desmenuzado durante el almacenamiento a 6±1 °C a nivel comercial..
La 6-Bencilaminopurina fue sintetizada y probada por primera vez en los laboratorios del fisiólogo de plantas Folke K. Skoog.